# Carl Meulenbergh
Carl Meulenbergh (né le 14 septembre 1943 à Merkstein) est un homme politique allemand (CDU), membre du Landtag de Rhénanie-du-Nord-Westphalie et dernier administrateur de l'arrondissement d'Aix-la-Chapelle.

## Biographie
Après l'école, il se forme comme assistant agricole. Il est diplômé de l'École supérieure d'agriculture rhénane de Brühl de 1962 à 1964 avec un diplôme en génie agricole. Il devient alors agriculteur indépendant.
Meulenbergh est membre de la CDU depuis 1971. Il est actif dans de nombreux organes du parti.
Depuis juillet 2011, il est président du conseil de surveillance. Président du Aachen-Laurensberger Rennverein e. V. (ALRV), organisateur du Festival équestre mondial annuel, CHIO d'Aix-la-Chapelle.

## Parlementaire
Du 31 mai 1990 au 15 décembre 1997 Meulenbergh est membre du Landtag de Rhénanie-du-Nord-Westphalie. Il est élu sur la liste d'État de son parti. Le 15 décembre 1997, il démissionne de son mandat, devenant administrateur de l'arrondissement d'Aix-la-Chapelle et le reste jusqu'à la dissolution de l'arrondissement en 2009.
Il est membre du conseil municipal de Rode-le-Duc de 1972 à 1990, du conseil de l'arrondissement d'Aix-la-Chapelle depuis 1975.

## Récompenses
2019: Ordre du Mérite de Rhénanie-du-Nord-Westphalie